# Geografia del Tagikistan

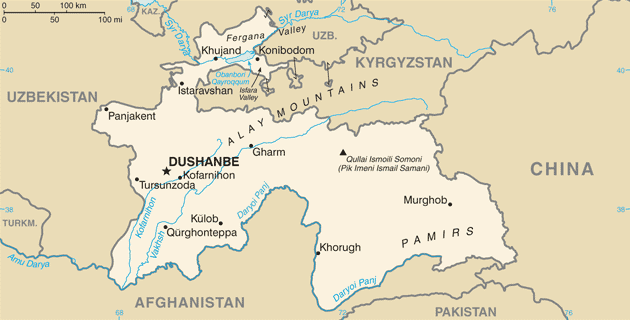
Carta del Tagikistan.

Il Tagikistan (noto anche come Tajikistan o Tadzhikistan, ufficialmente Repubblica del Tagikistan; tagiko: Tojikiston o Jumhurii Tojikiston) è un paese situato nel cuore dell'Asia centrale. Confina con il Kirghizistan a nord, con la Cina a est, con l'Afghanistan a sud e con l'Uzbekistan a ovest e a nord-ovest. Al Tagikistan appartiene anche la regione autonoma del Gorno-Badakhshan («Badakhshan montuoso»), con la sua capitale Khorugh (Khorog). Il Tagikistan è il meno esteso dei cinque stati centroasiatici, ma in termini di altitudine li sovrasta tutti, in quanto racchiude un numero maggiore di alte montagne di qualsiasi altro paese della regione. Il Tagikistan fu una repubblica costituente (unione) dell'Unione Sovietica dal 1929 fino alla sua indipendenza nel 1991. La capitale è Dushanbe.

## Morfologia

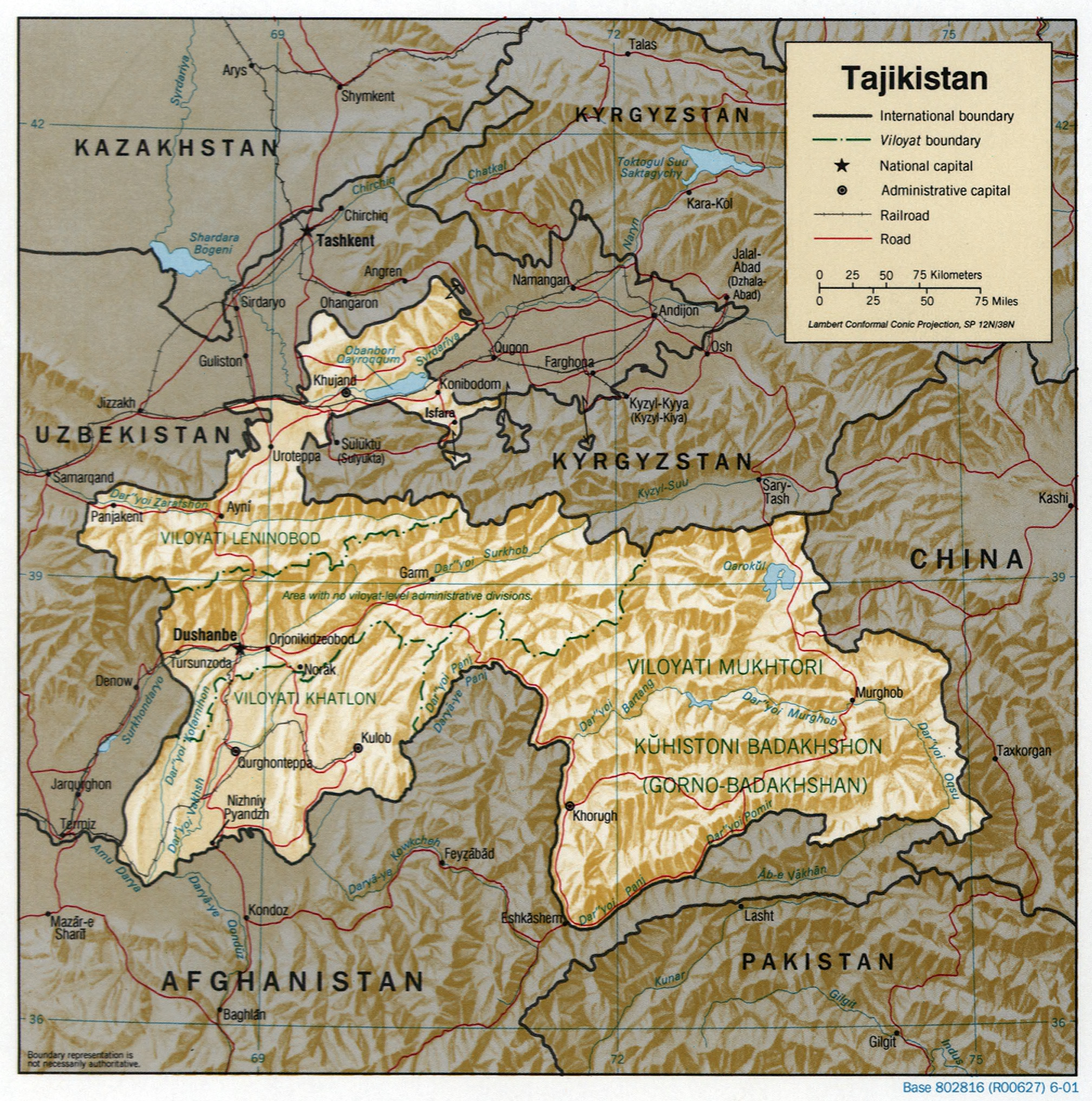
Carta dettagliata del Tagikistan.

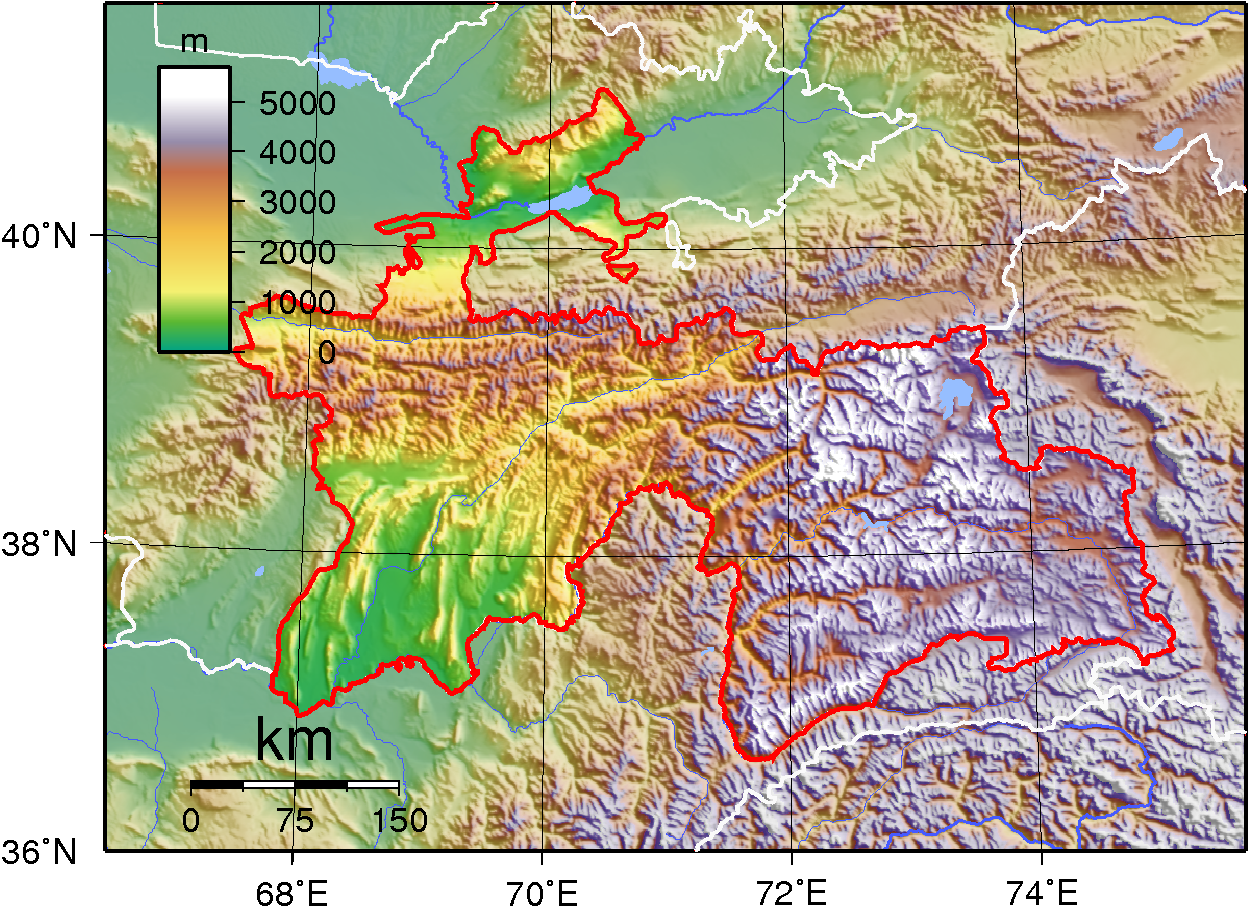
Topografia del Tagikistan.

Carta climatica del Tagikistan.

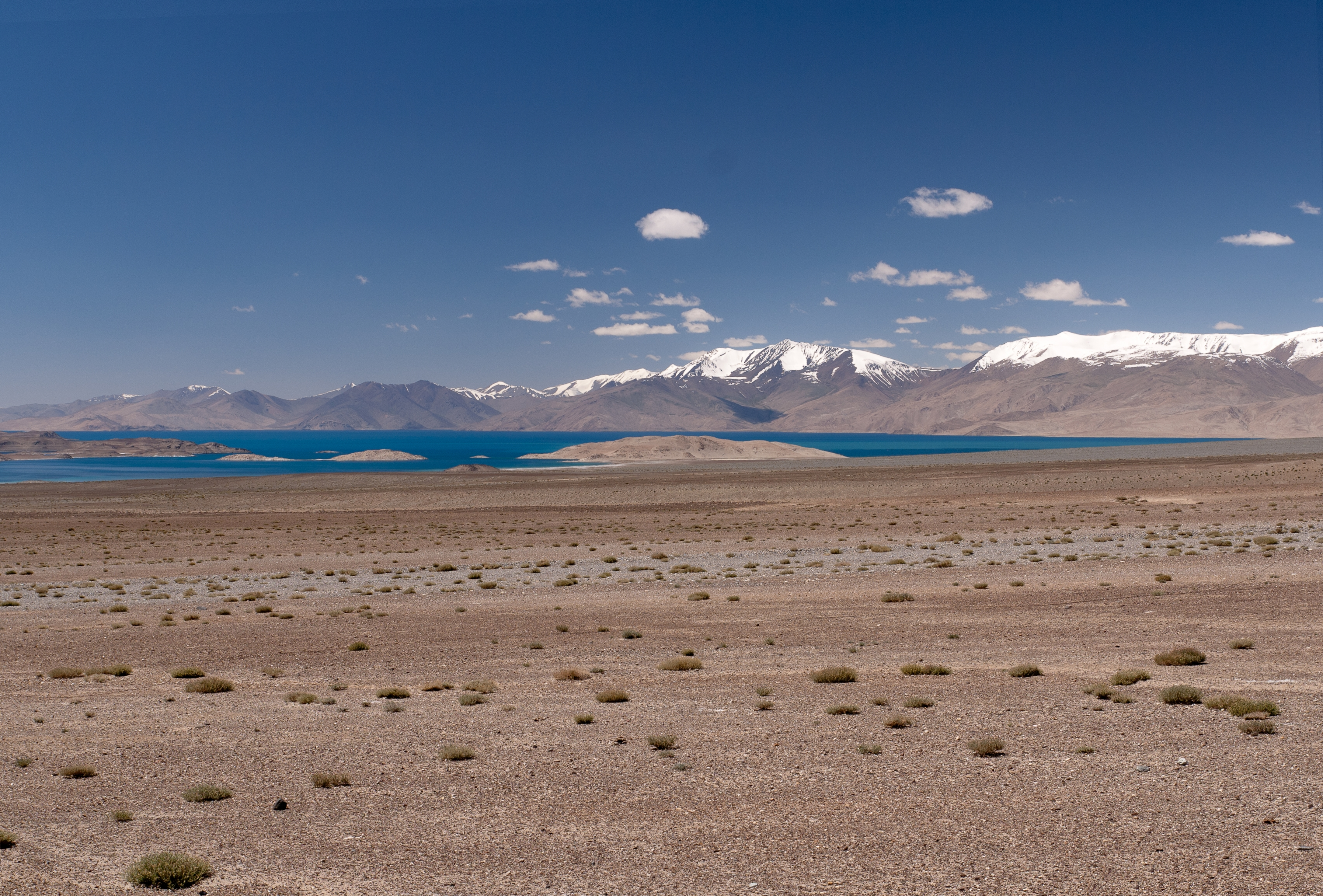
Il lago Karakul.

Più dei nove decimi del territorio del Tagikistan è montuoso; circa la metà si trova a 3000 m o più sul livello del mare. La catena dei Trans-Alay, parte del sistema dei Tien Shan, entra nel paese da nord. Le imponenti catene dei Tien Shan meridionali - i monti del Turkestan e le poco più basse catene dei monti Zeravshan e Gissar - definiscono la porzione centro-orientale del paese. I picchi ammantati di neve del sistema montuoso del Pamir occupano il sud-est. Alcune delle montagne più alte dell'Asia centrale, tra cui le più notevoli sono il picco Lenin (7134 m) e il picco del Comunismo (7495 m), dai nomi di origine sovietica, si trovano nel settore settentrionale del Pamir. Le vallate fluviali, pur rivestendo una grande importanza nella geografia umana del Tagikistan, rappresentano meno di un decimo della superficie totale del paese. Tra le più grandi figurano la porzione occidentale della valle del Fergana a nord e quelle dei fiumi Gissar, Vakhsh, Yavansu, Obikiik, Kofarnihon (Kafirnigan) inferiore e Panj (Pyandzh) a sud.
L'intera parte meridionale della regione dell'Asia centrale, Tagikistan compreso, giace in una fascia sismica attiva dove forti terremoti sono comuni. I sismologi hanno studiato a lungo la regione, specialmente in relazione alla costruzione di imponenti dighe idroelettriche e altre opere pubbliche nell'area.

## Idrografia
La fitta rete fluviale che attraversa la repubblica comprende due grandi fiumi dal corso rapido, i tratti superiori del Syr Darya e dell'Amu Darya, assieme ai loro affluenti, in particolare il Vakhsh e il Kofarnihon. L'Amu Darya è formato dalla confluenza dei fiumi Panj e Vakhsh; il Panj forma gran parte del confine meridionale della repubblica. La maggior parte dei fiumi scorre da est a ovest e alla fine apportano le proprie acque al bacino del lago d’Aral. Questi fiumi presentano due periodi di piena: uno in primavera, quando cadono le piogge e si sciolgono le nevi sui monti, e uno in estate, quando iniziano a sciogliersi i ghiacciai. Le piene estive sono particolarmente utili ai fini dell'irrigazione.
I pochi laghi del Tagikistan si trovano prevalentemente nella regione del Pamir; il maggiore fra questi è il lago Karakul, situato a circa 3900 m di altitudine. Il lago Sarez si formò nel 1911 durante un terremoto, quando una colossale frana sbarrò il corso del fiume Murgab. Sui monti Zeravshan vi è l'Iskanderkul, che, come la maggior parte dei laghi del paese, è di origine glaciale.
I suoli del Tagikistan sono poveri di humus, ma ricchi di nutrienti minerali. Sabbia, ciottoli, ghiaioni, rocce spoglie e nevi e ghiacci perenni ricoprono i due terzi della superficie del paese.

## Clima
Il clima del Tagikistan è prettamente continentale e varia con l'altitudine. Nelle valli dal clima temperato-caldo le estati sono calde e asciutte; le temperature medie di luglio sono di 27 °C a Khujand (Khojand) e di 30 °C a Kŭlob (Kulyab), situata più a sud. Le corrispettive medie di gennaio sono, rispettivamente, di -1 °C e di 2 °C. Durante inverni particolarmente freddi, sono state registrate temperature di -20 °C o addirittura inferiori. Le precipitazioni annue sono scarse e variano tra i 150 e i 250 mm, ma raggiungono valori più alti nella valle del Gissar. Sugli altopiani le condizioni climatiche sono differenti: la temperatura media di gennaio a Murghob, sul Pamir, è di -20 °C, ma le temperature possono scendere fino a -46 °C. In quest'area le precipitazioni, che cadono prevalentemente in estate, solo raramente raggiungono i 500-750 mm annui. Le masse di aria umida provenienti da ovest risalgono le valli e, dopo aver raggiunto aree di bassa temperatura, danno luogo a precipitazioni localizzate particolarmente intense, prevalentemente sotto forma di forti nevicate; ogni anno, nella regione, cadono in tutto ben 75-150 cm di neve.

## Flora e fauna
La varietà topografica e climatica ha fatto sì che il Tagikistan ospiti una vita vegetale estremamente diversificata, con oltre 5000 specie solo di fiori. Generalmente predominano erbe, cespugli e arbusti. La fauna del paese è numerosa e varia e comprende specie quali il grosso varano grigio, il gerboa e il citello nei deserti e il cervo, lo sciacallo e il gatto selvatico nelle aree ricoperte da foreste o da fitti canneti. Sui monti, gli orsi bruni vivono alle quote inferiori, e capre e aquile reali ad altitudini maggiori.